# Castello di Sidney Sonnino
Il castello di Sidney Sonnino si trova a Montespertoli, in provincia di Firenze; così chiamato perché appartenne al noto politico italiano del XIX secolo. Del nucleo più antico resta la torre, duecentesca, posta su di un poggio che domina la vallata circostante; ad essa è annesso un palazzo seicentesco e altri edifici.

## Storia
Il castello, detto anticamente "di Montespertoli", è di origine medievale. Appartenne ai ghibellini conti Alberti, signori della zona, finché essi, nel 1393, non si estinsero. Passò in seguito ai Machiavelli, che già possedevano varie tenute nel territorio, e dal 1830 fu della famiglia Sonnino. Celebre fu soprattutto il periodo in cui fu abitato da Sidney Sonnino, ospitando numerose personalità dell'epoca: Francesco Crispi, Giovanni Giolitti, Gabriele D'Annunzio, Umberto I di Savoia, Vittorio Emanuele III.
In quel periodo vennero approntate importanti riforme e innovazioni agricole.
Dal castello provengono numerose opere d'arte oggi nei musei e nelle chiese della zona, prime fra tutte una Madonna col Bambino di Filippo Lippi, oggi al Museo di arte sacra locale, nonché un crocifisso ligneo di Taddeo Gaddi, oggi nella chiesa di San Lorenzo a Montegufoni.
Oggi il castello conserva, oltre a svariati cimeli, l'archivio con tutti i carteggi e i documenti di Sonnino riguardanti i preliminari e lo svolgimento dell'entrata in guerra dell'Italia nel 1915, nonché quelli relativi ai congressi di Parigi e di Versailles rispettivamente del 1916 e del 1918.